# Heinz Mechow
Heinz Mechow (* 28. Januar 1922 in Bösel; † 17. Januar 2008 in Lüchow) ist ein deutscher Politiker (SPD). Er war von 1956 bis 1959 und nochmal von 1963 bis 1967 Abgeordneter im Landtag von Niedersachsen.
Mechow besuchte erst die Volksschule und anschließend die Landwirtschaftliche Fachschule in Lüchow. Ab 1941 war er im Krieg eingesetzt. Nach Ende geriet er in Kriegsgefangenschaft, in der er bis 1948 in den USA festgehalten wurde. Nach seiner Entlassung kehrte er zurück und betrieb den Hof seiner Eltern. Im Jahr 1948 trat er auch der SPD bei und wurde Mitglied des Gemeinderates in Bösel. Seit 1952 war er Mitglied des Kreistages Lüchow-Dannenberg, wo er Mitglied des Jugendausschusses wurde. Später wurde er stellvertretender Landrat. Am 29. Oktober 1956 rückte er für den verstorbenen Abgeordneten Johann Lange in den Landtag von Niedersachsen nach, dem er bis zum Ende der dritten Wahlperiode angehörte. In der darauffolgenden Wahlperiode wurde er nicht wiedergewählt. Erst in der fünften zog er erneut ins niedersächsischen Landesparlament ein, dem er vom 20. Mai 1963 bis zum 5. Juni 1967 angehörte.